# パレ＝プラチャ
パレ＝プラチャ（ボスニア語: Pale-Prača、クロアチア語: Pale-Prača、セルビア語: Пале-Прача）はボスニア・ヘルツェゴビナを構成する構成体のうち、ボスニア・ヘルツェゴビナ連邦のボスニア＝ポドリニェ県に属する基礎自治体でそれを中心とした町である。基礎自治体の中心となる町はプラチャ（Prača）である。肥沃な土壌で、気候に恵まれており自治体の範囲は古くから人が住んでいる。
今日、パレ＝プラチャの自治体内では中世からの物を見付けることが出来る。

## 人口動態
2005年現在、自治体の人口の95%はボシュニャク人が占めている。